# تريفور إدواردز
تريفور إدواردز (بالإنجليزية: Trevor Edwards)‏ (مواليد 24 يناير 1937) هو لاعب كرة قدم. لعب مع منتخب ويلز لكرة القدم. سبق له أن لعب في كأس العالم لكرة القدم مع منتخب بلاده.

## روابط خارجية
- تريفور إدواردز على موقع قاعدة بيانات كرة القدم.إي يو (الإنجليزية)
- تريفور إدواردز على موقع ناشيونال فوتبول تيمز (الإنجليزية)